# Beneath Apple Manor
Beneath Apple Manor (з англ. Попід яблучним маєтком) - рольова відеогра в жанрі roguelike для Apple II опублікована в 1978 році. Гра була однією з перших ігор які використовують процедурну генерацію для створення ігрового середовища.

## Геймплей
Ціль гри - знайти золоте яблуко сховане у підземеллях маєтку. Незважаючи на багато збіжностей з грою Rogue, розробник Дон Уорс зазначив що ні він ні розробники Rogue не знали про ігри одне одного.